# An einen Boten
«An einen Boten» (в переводе с нем. — «Вестнику») — старинная немецкая народная песня.

## История
Записанная изустно Юстусом Мёзером, песня в 1778 году была издана Фридрихом Николаи в составе «Малого изящного альманаха» (нем. Ein feiner kleiner Almanach). В неизменном виде она вошла в первый том собрания «Волшебный рог мальчика» (нем. Des Knaben Wunderhorn; 1806, I).
В своём отзыве на трёхтомник К. Брентано и А. фон Арнима, И. В. Гёте назвал песню «весёлой и по-детски забавной».
Музыку к произведению создавали такие композиторы, как Теодор Кирхнер, Макс Регер, Фрэнк Лафорж. Известна и музыкальная обработка, выполненная принцем Альбертом.
Песня неоднократно переводилась на английский язык.

## Текст
| An einen Boten | Литературный перевод |
| --- | --- |
| Wenn du zu mei'm Schätzel kommst, Sag: ich ließ' sie grüßen; Wenn sie fraget: wie mir's geht? Sag: auf beiden Füßen. Wenn sie fraget: ob ich krank? Sag: ich sei gestorben. Wenn sie an zu weinen fangt, Sag: ich käme morgen. | Как придёшь ко мне домой, Кланяйся хозяйке. Если спросят, что со мной, Молви: всё в порядке. Спросят: не болеет, жив? Отвечай: он умер. Примутся рыдать, скажи: Он вернётся утром. |